# 中国人民解放军白求恩医务士官学校
中国人民解放军白求恩医务士官学校，简称白求恩医务士官学校，是一所解放军军医学校，隶属中央军事委员会训练管理部，正师级，地处河北省石家庄市，占地15.7万平方米，建筑面积10万多平方米。

## 沿革
- 1938年6月，白求恩抵达晋察冀军区[1]
- 1939年9月18日，在聂荣臻领导下、由白求恩倡议并参与在军区原医训队基础上创建了晋察冀边区卫生学校，是中国共产党领导创建的最早的医学院校。
- 1939年11月，白求恩以身殉职，12月，毛泽东发表了著名的《纪念白求恩》。
- 1940年，学校更名为晋察冀边区白求恩卫生学校，后历经中国人民解放军第一军医大学和白求恩医科大学等阶段,发展成吉林大学白求恩医学部。
- 1948年，白求恩卫生学校护士队创建为白求恩国际和平医院护士学校。
- 1949年，更名白求恩国际和平医院高级护士学校。
- 1951年，更名白求恩国际和平医院护训队。
- 1951年，更名白求恩国际和平医院护士学校。
- 1951年，创建白求恩国际和平医院医训队。
- 1952年，白求恩国际和平医院护士学校、医训队合并为白求恩国际和平医院医务进修班。
- 1954年，更名白求恩国际和平医院护士专修科。
- 1957年，更名白求恩国际和平医院护士学校。
- 1963年，升格中国人民解放军北京军区卫生学校。
- 1963年，更名中国人民解放军北京军区后勤部卫生学校。
- 1969年，更名中国人民解放军北京军区军医学校。
- 1986年，更名中国人民解放军北京军区卫生学校。
- 1992年，升格中国人民解放军石家庄医学高等专科学校。
- 1999年，升格为中国人民解放军白求恩军医学院。
- 2004年，降格并入中国人民解放军第四军医大学，成为中国人民解放军第四军医大学白求恩军医学院[2]。
- 2011年，全军第16次院校会议后，恢复独立，更名为中国人民解放军白求恩医务士官学校。恢复正师级编制[2][3]。
- 2016年，在深化国防和军队改革中，其原上级单位中国人民解放军总后勤部撤销，该校转隶中央军事委员会训练管理部[4]。
- 2017年，併入中国人民解放军陆军军医大学[5]。

## 历任领导
校长
- 江一真（1939年9月18日-1943年），筹建人，首任校长
- 李云波（2014年10月前-）[6]

政治委员
- 季富（2013年7月前-2016年1月前）[7]
- 于维国（2016年1月前-）[8]